# 水堡镇
水堡镇，是中华人民共和国河北省保定市涞源县下辖的一个乡镇级行政单位。

## 行政区划
水堡镇下辖以下地区：
塔儿村、水堡村、龙家庄村、龙门村、独山城村、泉塘村、井子会村、柳沟村、大台峨村、大石槽村和祁家峪村。